# Eleutherodactylus johnstonei
Eleutherodactylus johnstonei je drobná žába z čeledi Eleutherodactylidae a rodu Eleutherodactylus. Druh popsal Thomas Barbour roku 1914.

## Výskyt
Tato žába se vyskytuje na většině ostrovů Malých Antil, není však zcela jasné, které populace jsou skutečně původní a na které ostrovy byly žáby pouze zavlečeny. Introdukované populace se vyskytují i v jiných státech Latinské Ameriky, jako jsou Jamajka nebo Portoriko, a několika státech pevninské Jižní Ameriky (včetně Venezuely, Kolumbie nebo Guayny, možná i Brazílie). Jde o značně adaptivní druh prosperující v narušených a lidmi obývaných stanovištích.

## Popis a chování
Samci měří 17–25 mm, samice jsou větší a dosahují velikosti až 35 mm. Barva je hnědošedá, s jedním až dvěma černými šípovitými znaky a jedním nebo vícero hřbetními pruhy, břicho má krémové zbarvení. Oči jsou velké, kryté víčky, výrazný je bubínek (tympanum). Prsty jsou na koncích zaoblené. Páření probíhá především od července do srpna, kdy je v oblasti Střední Ameriky období dešťů. Samci lákají samice pomocí zvuků, mezi jednotlivými samci může někdy docházet i k fyzickým potyčkám. Snůška činí 10 až 30 vajíček, líhnou se z nich již vyspělá mláďata, pouze se zbytkem ocasu.

## Ohrožení
Druh je extrémně přizpůsobivý a ve své domovině hojný, navíc byl na mnohá území introdukován, přičemž i zde prosperuje. Dle IUCN jde o málo dotčený taxon (případně až invazní druh).

## Synonyma
- Hylodes johnstonei, Barbour, 1914
- Hyla barbudensis, Auffenberg, 1958
- Eleutherodactylus barbudensis, Auffenberg, 1958
- Eleutherodactylus johnstonii, Sutherland & Nunnemacher, 1981
- Eleutherodactylus johnstoni, Gorzula, 1989[3]